# 劇団昴

劇団昴一般社団法人（げきだんすばる）は、日本の劇団。日本芸能マネージメント事業者協会会員。

## 沿革
1963年、福田恆存が文学座を脱退した芥川比呂志らと結成した、財団法人・現代演劇協会附属の「劇団雲」と、同じく現代演劇協会附属の「劇団欅」が前身。1975年に「雲」が分裂し、芥川ら「演劇集団 円」が独立。翌1976年、「雲」及び「欅」を併合・発展解消する形で、福田、小池朝雄らが中心となり、「劇団昴」が結成された。
結成以来、東京都文京区の三百人劇場を拠点劇場としていたが、2006年12月31日の同劇場閉館に伴い、2007年には現代演劇協会の傘下から離れ、｢劇団昴有限責任中間法人｣による運営となった。公益法人制度改革に伴い、2009年に運営法人の名称を「劇団昴一般社団法人」に変更した。
現在、劇団事務所は東京都豊島区南池袋にある。また2016年より、東京都板橋区大山東町に拠点劇場「Pit昴」(正式名称「サイスタジオ大山第1」)を確保し、各種公演を行なっている。
劇団員からはアニメ作品や吹き替えで活躍する声優を数多く輩出している。テアトル・エコーと共にディズニー映画の吹替にキャスティングされる事も多く、VHS時代はキャスティングを全て劇団員で賄う吹替版も多く製作されていた。

## 所属

### 男性
| あ行 - 石田博英 - 伊藤和晃 - 岩田翼 - 牛山茂 - 江﨑泰介 - 遠藤純一 - 岡田吉弘 - 落合撤 か行 - 加賀谷崇文 - 加藤和将 - 金澤君光 - 金尾哲夫 - 金房求 - 金子由之 - 北川勝博 | - 桑原良太 - 近藤瑞希 さ行 - 桜井久直 - 笹井達規 - 佐々木誠二 - 白倉裕人 - 関時男 た行 - 髙草量平 - 樹廉次郎 - 舘田裕之 - 田中久也 - 田徳真尚 な行 - 永井誠 - 永井将貴 - 中西陽介 - 西村武純 | は行 - 樋山雄作 - 平林弘太朗 - 福永光生 - 福山廉士 - 星野亘 ま行 - 町屋圭祐 - 御友公喜 - 宮島岳史 - 宮本充 - 三輪学 - 武藤与志則 や～わ行 - 矢﨑和哉 - 山口研志 - 山口嘉三 - 吉澤恒多 - 渡辺慎平 |

### 女性
| あ行 - 相沢恵子 - 秋田奈帆子 - 姉崎公美 - あんどうさくら - 磯辺万沙子 - 市川奈央子 - 江川泰子 - 遠藤英恵 - 大坂史子 - 大矢朋子 - 奥原千加 - 小沢寿美恵 - 落合るみ か行 - 北村昌子 - 熊谷めぐみ - 黒田雅美 - 高山佳音里 | さ行 - 佐藤しのぶ - 関泰子 - 染谷麻衣 た行 - 竹村叔子 - 立花香織 - 田渕真弓 - 寺内よりえ な行 - 新野美知 は行 - 箱田好子 - 服部幸子 - 林佳代子 - 一柳みる - 広瀬和 - 藤生聖子 | ま行 - 槙乃萌美 - 舞山裕子 - 松谷彼哉 - 茂在眞由美 - 望月真理子 や行 - 矢島祐果 - 要田禎子 - 米倉紀之子 - 湯屋敦子 - 脇坂晴菜 |

## かつて所属した俳優

### 男性
- 飯田和平（在籍中に死去）
- 石田太郎（退団後死去）
- 石波義人（現所属：劇団四季）
- 板倉光隆（現所属：大沢事務所）
- 稲垣昭三（在籍中に死去）
- 内田稔（在籍中に死去）
- 江原正士（現所属：青二プロダクション）
- 遠藤征慈（退団後死去）
- 逢坂秀実（プロジェクト・レヴューに移籍後引退）
- 大林洋平
- 奥田隆仁（現所属：懸樋プロダクション）
- 小田悟（現所属：ビートワン）
- 片岡弘鳳（現所属：ブライズヘッド）
- 加藤和夫
- 加納明（現所属：エフエンタープライズ）
- 北村総一朗
- 久米明（退団後死去）
- 小池朝雄（在籍中に死去）
- 小谷野啓（退団後死去）
- 小山武宏
- 髙木裕平（フリー）
- 立川志の輔（現所属：オフィスほたるいか）
- 田中正彦（現所属：アプトプロ）
- 辻つとむ（現所属：優企画）
- 中条静夫（在籍中に死去）
- 鉄野正豊（引退）
- 鳥畑洋人
- 仲野裕（現所属：懸樋プロダクション）
- 中村雄一
- 西沢利明（退団後死去）
- 西本裕行（在籍中に死去）
- 平田広明（現所属：ひらたプロダクションジャパン）
- 藤木孝（ホリプロに移籍後死去）
- 松橋登
- 水野龍司（在籍中に死去）
- やなせさとる
- 簗正昭（劇団NLTに移籍後死去）
- 山中誠也（現所属：ネクシード）
- 吉岡ふみお（フリー）
- 吉田幸紘（在籍中に死去）
- 吉水慶（引退）

### 女性
- 朝倉佐知
- 石井ゆき（現所属：ベストポジション）
- 伊東香緒（現所属：株式会社Vif、長良プロダクション（提携業務））
- 鳳八千代
- 唐木ちえみ（現所属：希楽星）
- 北城真記子（在籍中に死去）
- 久保田民絵（現所属：フクダ&Co.）
- 幸田直子（現所属：ムーブマン）
- 上月左知子（退団後死去）
- 島村佳江
- 田島令子（現所属：アルファエージェンシー）
- 立花房子（退団後死去）
- 谷口香（在籍中に死去）
- 田村真紀（引退）
- 土井美加（現所属：ムーブマン）
- 新村礼子（在籍中に死去）
- 日野由利加（現所属：オフィスアネモネ）
- 福田公子
- 真咲美岐（在籍中に死去）
- 松岡恵美子
- 宗形智子
- 村松凪
- 望木祐子